# Armando François
Armando François (Pontelagoscuro, 23 dicembre 1905 – Gorizia, 8 maggio 1955) è stato un aviatore italiano, asso dell'Aviazione Legionaria durante la guerra civile spagnola, con sei vittorie accertate e tre condivise, si distinse come comandante del 4º Stormo Caccia Terrestre nel corso della seconda guerra mondiale, conseguendo un'altra vittoria ed in particolare per il suo comportamento nei giorni seguenti la firma dell'armistizio dell'8 settembre 1943. Decorato con la croce di cavaliere dell'Ordine militare d'Italia, una medaglia d'argento, una di bronzo al valor militare e la croce al merito di guerra.

## Biografia
Nacque a Pontelagoscuro, provincia di Ferrara, il 23 dicembre 1905. Arruolatosi nella Regia Aeronautica, entrò in servizio permanente effettivo il 1 ottobre 1927.
Nel maggio 1936 assunse il comando della neocostituita 366ª Squadriglia, del 151º Gruppo. 
Lasciò il comando dell'unità nel dicembre 1936, quando partì per combattere nella guerra civile spagnola sotto lo pseudonimo di "Martori". Arrivò in Spagna a bordo del piroscafo Aniene, sbarcando a Siviglia il 1 gennaio 1937. Con l'arrivo in terra iberica di altri piloti e velivoli, fu costituito il I Gruppo Caccia di base Torrijos, posto al comando del maggiore Tarcisio Fagnani, e il II Gruppo Caccia al comando del tenente colonnello Alberto Canaveri. Con il grado di capitano il 19 gennaio assunse il comando della 5ª Squadriglia del II Gruppo, equipaggiata con caccia Fiat C.R.32.
Nell'aprile 1937 le unità da caccia dell'Aviazione Legionaria furono riorganizzate e aumentate. Il I e il II Gruppi vennero sciolti, e sostituiti da due nuovi gruppi, ognuno su tre squadriglie, ed inoltre venne costituito un nuovo terzo gruppo, il VI. 
Il XVI Gruppo Caccia La Cucaracha, posto al comando del maggiore Giuseppe Casero includeva tre squadriglie, la 24ª Squadriglia, la 25ª Squadriglia di cui assunse il comando e la 26ª Squadriglia.
Quando il 6 luglio iniziò l'offensiva delle forze repubblicane su Brunete, la difesa aerea del fronte centrale fu sostenuta solo dalle due squadriglie di C.R.32 presenti nella zona a Torrijos-Barcience, la 19ª Squadriglia e la 20ª Squadriglia del XXIII Gruppo (23º Gruppo), al comando dal maggiore Andrea Zotti, cui si unì successivamente la 18ª Squadriglia. Tre giorni dopo arrivò a Torrijos-Barcience da Avila il XVI Gruppo con le sue tre squadriglie, e il Grupo 2-G-3 dell'Aviación Nacional al comando del capitano Joaquín García-Morato. Al comando della sua squadriglia entro i giorno 18 aveva conseguito tre vittorie aeree accertate, a spese di altrettanti bombardieri leggeri Polikarpov R-Z, reclamando cinque vittorie individuali e due in collaborazione tra il 14 marzo e il 18 luglio 1937.
Dopo l'inizio dell'offensiva repubblicana in Aragona, avvenuta il 24 agosto, il comando nazionalista decise di rafforzare subito la difesa aerea del fronte d'Aragona inviando il XXIII Gruppo Caccia a Saragozza-Sanjurjo, seguito il giorno dopo dal XVI e dal Grupo 2-G-3 spagnolo.
Il 17 gennaio 1938, promosso al grado di maggiore, sostituì il maggiore Casero al comando del XVI Gruppo Caccia, di stanza sull'aeroporto di Saragozza-Sanjurjo. Il 6 marzo fu sostituito dal maggiore Ciro Aiello, ma proprio quando si accingeva a rientrare in Italia il maggiore Aiello fu abbattuto il 14 marzo, ed egli dovette riassumere il comando del gruppo che mantenne fino al 10 agosto, quando fu sostituito dal tenente colonnello Arrigo Tessari. 
Nel pomeriggio del 23 maggio i 28 C.R.32 del XVI Gruppo scortò 20 bombardieri S.79 Sparviero e cinque B.R.20 Cocogna sulla testa di ponte di Balaguer, in Catalogna, a sostegno dell'esercito nazionalista spagnolo. Durante i combattimenti di quel giorno abbatte un caccia Polikarpov I-16.
Nella mattina del 5 agosto guidò in azione le tre squadriglie del XVI Gruppo, forti complessivamente di 30 C.R.32, intercettando sei Tupolev SB della 3ª Escuadrilla "Katiuska", scortati da 21 caccia I-16 che stavano avvicinandosi alle posizioni nazionaliste da nord-est, attraversando la linea del fiume su Cherta. Durante il seguente combattimento reclamò la distruzione condivisa di un SB, il cui equipaggio si lanciò con il paracadute e atterrò nella zona repubblicana. 
Rientrato in Patria accreditato di sei vittorie individuali e tre condivise, il 7 ottobre 1939 sostituì il capitano Mario Bonzano al comando del 9º Gruppo Caccia Terrestre. 
Il 1 novembre lasciò il comando del gruppo al maggiore Ernesto Botto, assumendo successivamente quello del 6º Gruppo Autonomo Caccia Terrestre. All'atto dell'entrata in guerra del Regno d'Italia, avvenuta il 10 giugno 1940, il gruppo si trovava dislocato sull'aeroporto di Catania-Fontanarossa e disponeva di tre squadriglie per complessivi 26 caccia Aermacchi C.200 Saetta.
L'11 giugno effettuò la sua prima missione sull'isola di Malta. Nel giugno 1941 il reparto fu riequipaggiato a Campoformido con i nuovi caccia Aermacchi C.202 Folgore, e poi partì per l'Africa settentrionale arrivando a Derna (Libia) il 25 novembre 1942.
Il 1 gennaio 1942 assunse il comando del 4º Stormo Caccia Terrestre, che era stato appena riequipaggiato con i caccia C.202 Folgore. Nel mese di aprile i due gruppi caccia dello stormo furono trasferiti in Sicilia, raggiungendo l'Africa settentrionale il 25 del mese successivo, attestandosi sull'aeroporto di Martuba. 
La notte del 25 agosto 1942 fu forse quella di maggior successo per la caccia notturna italiana. Il tenente colonnello François, comandante del 4º Stormo, decollò su un Fiat C.R.42, probabilmente preso in prestito dalla 238ª Squadriglia, per contrastare i bombardamenti notturni della RAF su Fuka (Aeroporto militare di Sidi Haneish), in Nordafrica. Intercettò e abbatté un bombardiere bimotore non identificato che cadde in mare a 4 km dalla costa. Dopo l'atterraggio, sullo stesso aereo salì il tenente Giulio Reiner che, guidato dalla radio-guida intercettò a 2 500 metri, sempre sopra Fuka, uno Wellington (DV514/U) del No. 70 Squadron RAF. Reiner colpì il vano bombe del bombardiere che precipitò a 10 km a sud est di Fuka, esplodendo.
Nel mese di novembre, dopo la disastrosa sconfitta di El Alamein, lo stormo rientrò in Italia per essere riequipaggiato, ricevendo in dotazione anche i nuovi caccia Macchi C.205 Veltro.
Promosso colonnello l'11 febbraio, lo stormo fu trasferito in Sicilia dove poi prese parte alle disperate azioni di contrasto allo sbarco anglo-americano, operando fino all'armistizio dell'8 settembre. Nell'ottobre successivo lasciò il comando al maggiore Roberto Fassi. Insignito della Croce di Cavaliere dell'Ordine militare d'Italia nel 1947, si spense a Gorizia l'8 maggio 1955 durante la competizione automobilistica Città di Gorizia dove correva per la scuderia San Giorgio di Ferrara. A lui venne dedicato il Trofeo Francois, gara del Campionato Italiano CSAI Regolarità Autostoriche.

### Annotazioni
1. ↑  Si trattava della 71ª, 81ª, e 84ª Squadriglia.

### Fonti
1. ↑  Ufficio Storico dell'Aeronautica Militare 1969, p. 94.
2. 1 2 3 4 5  Logoluso 2010, p. 33.
3. ↑  Logoluso 2010, p. 37.
4. 1 2 3  Logoluso 2010, p. 40.
5. 1 2 3 4 5  Logoluso 2010, p. 45.
6. ↑  Logoluso 2010, p. 47.
7. 1 2  Logoluso 2010, p. 49.
8. 1 2  Logoluso 2010, p. 65.
9. ↑  Logoluso 2010, p. 66.
10. ↑  Logoluso 2010, p. 67.
11. 1 2 3  Logoluso 2010, p. 73.
12. ↑  Logoluso 2010, p. 4.
13. ↑  Logoluso 2010, p. 74.
14. ↑  Logoluso 2010, p. 89.
15. 1 2 3 4  Dunning 1988, p. 22.
16. 1 2  Ufficio Storico dell'Aeronautica Militare 1977, p. 37.
17. 1 2  Ufficio Storico dell'Aeronautica Militare 1977, p. 33.
18. 1 2 3 4  Ufficio Storico dell'Aeronautica Militare 1977, p. 34.
19. ↑  (EN) Håkan Gustavsson, Italian biplane fighter aces - Armando François, su surfcity.kund.dalnet.se, Håkans aviation page: Biplane Fighter Aces from the Second World War, 8 marzo 2010. URL consultato il 18 marzo 2011.
20. ↑   Cavaliere dell'Ordine militare d'Italia Armando François, su quirinale.it. URL consultato l'11 maggio 2017.
21. ↑  Bollettino Ufficiale 1948 disp.5, pag.247 e Bollettino Ufficiale Esercito 1948 disp.29, pag.2985.